# Тжвжик (блюдо)
Тжвжик (арм. տժվժիկ, на армянском языке произносится [тəжвəжи́к]) — блюдо армянской кухни, основным ингредиентом которого является печень (баранья, говяжья, свиная или куриная). Помимо печени может включать любые другие субпродукты. Считается лёгким в приготовлении блюдом.

## Технология приготовления
Печень после удаления желчи очищается от плёнки, а лёгкие промываются. Почки разрезаются пополам и также очищаются от плёнки. Пищевод выворачивают и хорошо промывают. Подготовленные субпродукты и курдючное сало промывают, разрезают на одинаковые куски, кладут на сковороду и жарят до полуготовности. Затем добавляют нарезанный репчатый лук, томат-пюре (необязательный ингредиент), соль, перец. Сковороду закрывают крышкой и доводят тжвжик до готовности. Блюдо подаётся посыпанным петрушкой; соль, перец по вкусу.

## Отражение в культуре
Сюжет рассказа западноармянского писателя Атрпета (Саркиса Мубаяджяна) «Тжвжик» разворачивается вокруг куска печени, который богач дарит бедняку. Рассказ был экранизирован в 1961 году в коротком метре на киностудии «Арменфильм» (режиссёр А. Х. Манарян, дипломная работа).